# Président de la Géorgie
Le président de la Géorgie (en géorgien : საქართველოს პრეზიდენტი) est le chef de l'État géorgien. Il est élu pour un mandat de cinq ans. À la suite d'une réforme constitutionnelle adoptée fin 2017, le président n'est plus élu au scrutin universel mais au scrutin indirect dès la fin du mandat du président élu au suffrage populaire en 2018. Le mandat de ce dernier étant exceptionnellement allongé à six ans.

## Histoire
La Constitution de la république démocratique de Géorgie ne comportait pas de présidence de la République, même si tour à tour Noé Ramichvili (1er président du Conseil des ministres), Nicolas Tcheidze (président du Parlement et représentant de la Géorgie à la conférence de la paix de Paris) et Noé Jordania (2e président du Conseil des ministres) ont assuré de 1918 à 1921 certaines fonctions de chef d'État.
Après sa sécession de l'Union soviétique le 9 avril 1991, le Conseil suprême crée, dès le 14 avril, le poste de président exécutif, et nomme par acclamation, et à l'unanimité, Zviad Gamsakhourdia à cette fonction. Le 26 mai suivant, Gamsakhourdia est élu président de la République au suffrage universel avec 87 % des voix. Contesté pour sa dérive autocratique, il est déposé par un coup d'État militaire en janvier 1992, mais demeure cependant président en exil jusqu'à sa mort lors d'une tentative avortée de reprise du pouvoir en décembre 1993.
Un conseil militaire dirige provisoirement le pays avant d'appeler Edouard Chevardnadze à prendre la tête d'un « Conseil d'État » le 10 mars 1992. Puis, à la suite d'élections législatives, Chevardnadze est élu président du nouveau Parlement le 6 novembre de la même année et exerce les fonctions de chef de l'État.
Avec l'adoption d'une nouvelle constitution le 24 août 1995, le poste de président de Géorgie est recréé. Élu le 5 novembre suivant, Chevardnadze est réélu le 9 avril 2000, mais doit démissionner le 23 novembre 2003 à la suite d'importantes manifestations appelées la révolution des Roses. Après le bref intérim de Nino Bourdjanadze, Mikheil Saakachvili est élu le 4 janvier 2004. Il ne remplit pas entièrement son mandat, mais démissionne volontairement après les tensions consécutives aux manifestations de novembre 2007. Réélu le 5 janvier 2008, il achève son mandat en novembre 2013, quand lui succède Guiorgui Margvelachvili.
Le 26 septembre 2017, le Parlement adopte une série d'amendements de la Constitution qui prévoient l'élection de celui-ci par un collège électoral de trois cents membres composé des députés et de représentants des conseils régionaux et municipaux, pour un mandat de cinq ans renouvelable une seule fois. L'élection présidentielle de 2018 est par conséquent la dernière à avoir lieu au suffrage populaire au scrutin uninominal majoritaire à deux tours. Compte tenu de ces changements, le mandat du président à élire en 2018 est exceptionnellement allongé de cinq à six ans, pour ainsi faire coïncider l'élection du nouveau chef de l'État avec les législatives de 2024. La réforme réduit également davantage les prérogatives du président, et élève l'âge minimum de 35 à 40 ans, tandis que l'obligation de résidence d'au moins trois ans dans le pays avant la candidature à une présidentielle est levée.
Le 29 novembre 2018, Salomé Zourabichvili est élue au second tour de scrutin à la présidence de la République et prend ses fonctions le 16 décembre suivant. Elle a la particularité d'être née en France, de parents exilés politiques, d'avoir été diplomate française, ambassadrice de France en Géorgie, ministre des Affaires étrangères de Géorgie et députée au Parlement de Géorgie.
Six ans plus tard, le 14 décembre 2024, Mikhaïl Kavelachvili est élu président lors d'un scrutin contesté, se déroulant au suffrage indirect ; pour la première fois, le président est désigné par un collège électoral composé des membres du Parlement de Géorgie et de responsables territoriaux. Cette élection fait suite aux élections législatives du 26 octobre, dont les résultats, favorables au parti au pouvoir Rêve géorgien, est largement contesté par l'opposition politique et la société civile, qui dénoncent des fraudes d'ampleur. Mikhaïl Kavelachvili est investi président le 29 décembre, alors qu'ont lieu des manifestations massives depuis le début du mois de décembre. Malgré l'investiture du nouveau président, Salomé Zourabichvili ne quitte pas la présidence et déclare à la foule rassemblée pour la soutenir qu'elle emporte avec elle « la légitimité, le drapeau et votre confiance ». Elle affirme qu'elle ne partira que lorsqu'un président légitime aura été désigné, après de nouvelles élections législatives.

## Élection

### Depuis 2024
À la suite de la révision de la Constitution de 2017, le scrutin présidentiel intervient au scrutin indirect, et non plus au suffrage universel direct. Compte tenu de ces changements, le mandat du président élu au scrutin direct en 2018 a été exceptionnellement allongé de cinq à six ans, afin que la première élection présidentielle au scrutin indirect, organisée le 14 décembre 2024, fasse suite aux législatives de 2024.
Le président est élu pour un mandat de cinq ans — renouvelable une seule fois — au scrutin indirect uninominal majoritaire à deux tours par les 300 membres d'un collège électoral. Celui ci est composé des 150 députés du Parlement national, des 20 membres du Conseil suprême de la république autonome d'Abkhazie, des 21 membres du Conseil suprême de la république autonome d'Adjarie (en) et de 109 électeurs représentant les collectivités territoriales. Ces dernières se composent en 2024 de cinq villes autonomes — Tbilissi, Koutaïssi, Batoumi, Roustavi et Poti — ainsi que de 59 municipalités. Le nombre de représentants par ville ou municipalité est proportionnel à sa population, tandis que leur répartition se fait par appartenance à un parti politique. Chaque parti bénéficie ainsi de représentants en proportion de la part de ses membres dans le total des conseillers au niveau national.
L'élection présidentielle doit se tenir dans les 45 jours suivant la première session du Parlement nouvellement élu, ou suivant la vacance  provoquée par la démission, la destitution ou le décès du président sortant. Si cette dernière intervient dans le mois précédent les élections législatives, elle est cependant reportée à la réunion de la nouvelle législature. Elle peut également être reportée si le pays est soumis à la loi martiale ou en État d'urgence, auquel cas elle est organisée dans les quarante cinq jours suivant leur révocation. Peut se porter candidat tout citoyen géorgien âgé d'au moins quarante ans, résident en Géorgie depuis au moins 15 ans, et bénéficiant du soutien d'au moins trente membres du collège électoral. Chacun des membres ne peut parrainer qu'un seul candidat, ce qui entraine un nombre maximal théorique de dix candidats en lice.
Est élu le candidat qui obtient la majorité qualifiée des deux tiers du total des membres du collège électoral, et non juste des suffrages exprimés, soit 198 voix. A défaut, un second tour est organisé entre les deux candidats arrivés en tête au premier tour, et celui recueillant le plus de voix est déclaré élu. Une victoire au premier comme au second tour n'est cependant considérée valide que si la participation franchit le quorum de 50 % des membres du collège. Si ce dernier n'est pas atteint, la procédure est recommencée, et une nouvelle élection organisée dans les trente jours.

### Avant 2024

#### Incompatibilité
L'article 72 de la Constitution de la Géorgie dispose que le président ne peut exercer aucune autre charge, y compris dans un parti politique, ni aucune activité commerciale, ni recevoir une autre rémunération ou indemnité pour l'exercice de toute autre fonction.

#### Conditions d'éligibilité
L'article 70(2) de la Constitution dispose que, pour être candidat, il faut être un citoyen né géorgien, avoir le droit de vote, avoir plus de 35 ans révolus, avoir résidé au moins 15 ans sur le territoire géorgien dont trois ans avant le jour des élections.

#### Processus électoral
Le président est élu au suffrage libre, universel, égal, direct et secret pour un mandat de cinq ans. Il ne peut exercer que deux mandats consécutifs.
Un candidat est élu s'il atteint la majorité absolue. Si aucun candidat ne l'atteint au premier tour, un second tour est organisé deux semaines plus tard entre les deux candidats ayant obtenu le plus de voix au premier tour. Celui ayant obtenu le plus de voix au second tour est élu.

## Prestation de serment
Le troisième dimanche suivant les élections présidentielles, l'investiture a lieu. Le président prête serment devant Dieu et la Nation :

« მე საქართველოს პრეზიდენტი, ღვთისა და ერის წინაშე ვაცხადებ, რომ დავიცავ საქართველოს კონსტიტუციას, ქვეყნის დამოუკიდებლობას, ერთიანობასა და განუყოფლობას, კეთილსინდისიერად აღვასრულებთ პრეზიდენტის მოვალეობას, ვიზრუნებ ჩემი ქვეყნის მოქალაქეთა უსაფრთხოებისა და კეთილდღეობისათვის, ჩემი ხალხის და მამულის აღორძინებისა და ძლევამოსილებისათვის! »

— Article 71(1) de la Constitution

« me, sakartvelos prezidenti, ghvt'isa da eris tsinashe vats'khadeb, rom davits'av sak'art'velos konstituts'ias, k'veqnis damoukideblobas, ert'ianobasa da ganuq'op'lobas, ket'ilsindisierad aghvasrulebt' prezidentis movaleobas, vizruneb ch'emi k'veqnis mok'alak'et'a usap'rt'khoebisa da ket'ildgheobisat'vis, ch'emi khalkhis da mamulis aghordzinebisa da dzlevamosilebisat'vis! »

— Version romanisée

« Moi, président de la Géorgie, m'engage solennellement devant Dieu et ma nation à défendre la Constitution géorgienne et l'indépendance, l'unité et l'indivisibilité de mon pays. J'exercerai fidèlement la charge de président. Je protégerai le bien-être et la sécurité des citoyens et je favoriserai la renaissance et la puissance de ma nation et de ma patrie. »

— Traduction française

## Compétences
Son rôle est de diriger la politique intérieure et extérieure de la Géorgie. Il doit s'assurer de l'intégrité de la Nation et du bon fonctionnement des organes étatiques.
Il est le plus haut représentant de la Géorgie dans les relations internationales. Il négocie et conclut les accords internationaux. Il accrédite les ambassadeurs et autres agents diplomatiques auprès des agents diplomatiques auprès des autres États et des organisations internationales et reçoit les lettres d'accréditation des représentants étrangers en Géorgie.
Il doit aussi veiller au respect des droits et des libertés qui sont accordés aux Géorgiens par la Constitution. Le président est aussi chef d'état-major des armées. Il distribue les médailles et décorations et a autorité pour gracier les condamnés.
Le Premier ministre, dont la fonction a été rétablie par la loi constitutionnelle du 6 février 2004 à la suite de l'abolition de la fonction de 1995 à 2004, pendant le mandat d'Edouard Chevardnadze (le président était aussi chef du gouvernement géorgien), est nommé par le président. Il propose un candidat à la présidence du gouvernement de la république autonome d'Adjarie.

## Statut

### Statut en droit civil et pénal
L'article 75(1) de la Constitution dispose que « le président jouit de l'immunité personnelle » et ne peut ni être arrêté ni faire l'objet de poursuite pénale.
Le président peut être destitué par le Parlement conformément à l'article 63 de la Constitution : le Parlement présente une motion de mise en accusation adoptée par un tiers de ses membres, laquelle est présentée à la Cour constitutionnelle et à la Cour suprême (« violation flagrante ou persistante de la Constitution et de la loi, de haute trahison ou d'autres crimes graves ») :
- la Cour constitutionnelle doit confirmer que le président a violé la Constitution,
- la Cour suprême doit confirmer qu'il a commis les crimes dont il est accusé.

Si ces Cours le font, le Parlement peut voter à la majorité simple sa mise en accusation. Le président est déclaré déchu lorsque le parlement vote sa destitution aux deux tiers.

### Privilèges: usage de l'étendard
L'étendard présidentiel est adapté du drapeau de la Géorgie avec les armoiries de la Géorgie en son centre. Des copies de l'étendard sont utilisées dans les bureaux du président, à la Chancellerie, dans les autres agences d’État, et sur les voitures transportant le président en Géorgie.

## Succession
En cas d'empêchement du président ou d'impossibilité d'exercer son mandat jusqu'à son terme, le président du Parlement assure l'intérim. Si ce dernier est incapable d'exercer les fonctions de président, ainsi que si le Parlement est dissout le Premier ministre exerce la responsabilité de président. Pendant la période où les fonctions du président sont exercées par le président du Parlement, celui-ci est remplacé par un de ses vice-présidents. Pendant la période où les fonctions de président sont exercées par le Premier ministre, celui-ci est remplacé dans ses fonctions par un vice-Premier ministre.
De nouvelles élections doivent se tenir dans les 45 jours suivant l'empêchement ou l'incapacité du président.

## Résidence

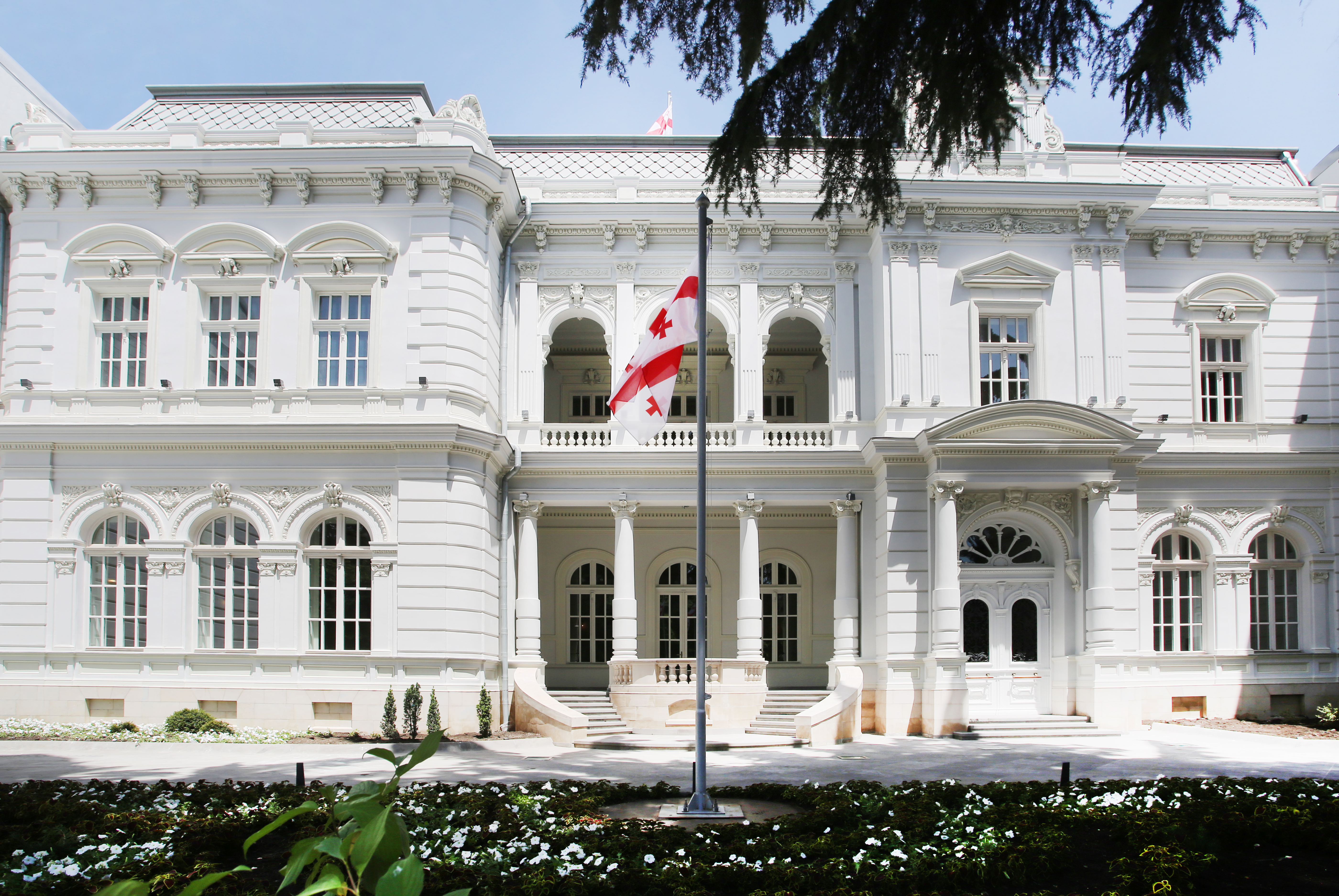
Entrée et façade du palais présidentiel géorgien.

La résidence officielle du président est le palais Orbeliani, qui se trouve au 25 rue Atoneli, à Tbilissi. Son lieu de travail se situe en partie au palais Avlabari.

## Titulaires

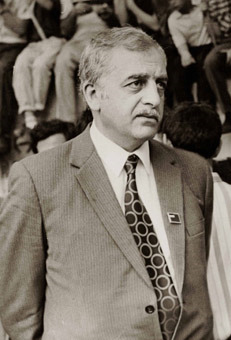
Zviad Gamsakhourdia (1991-1992)
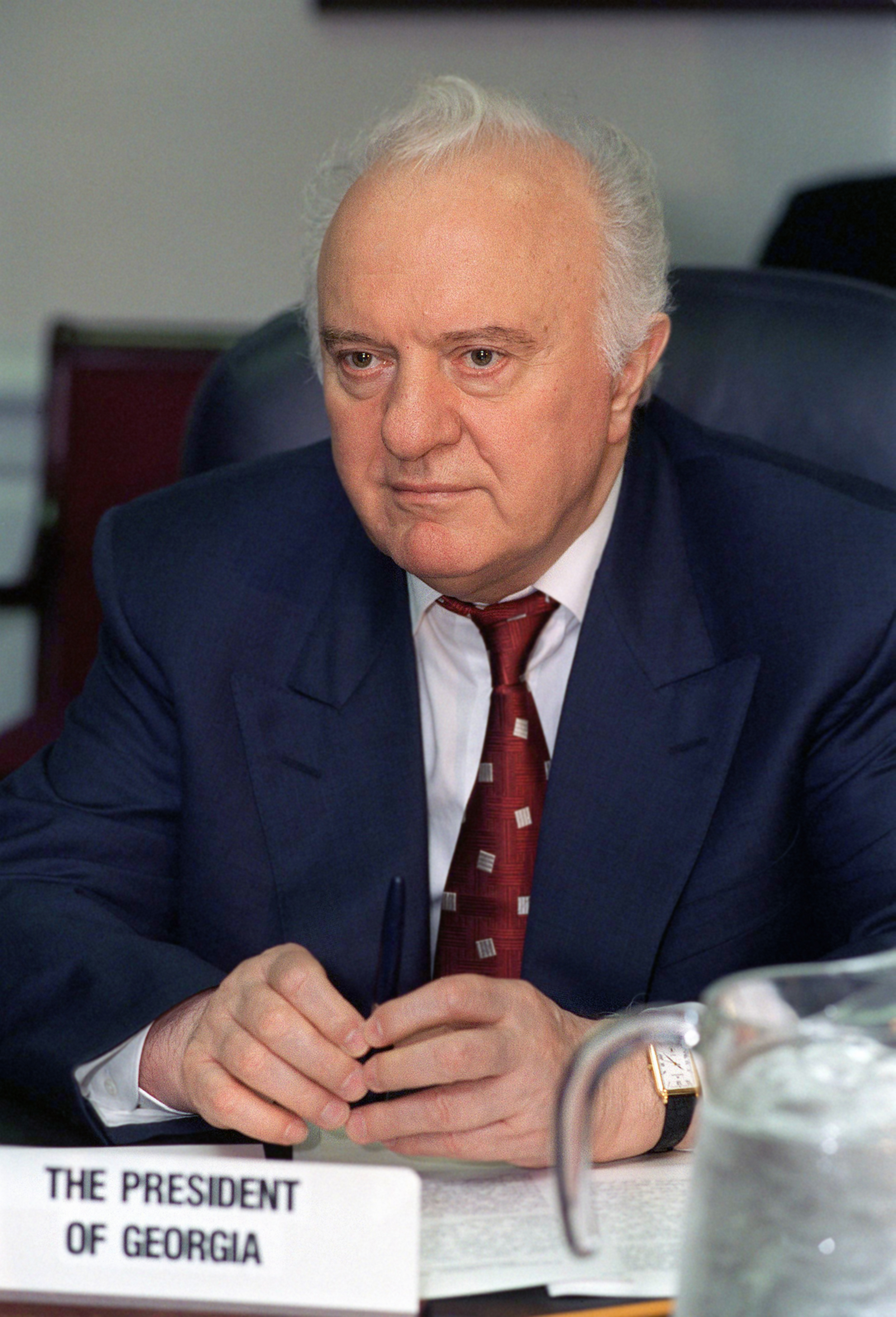
Edouard Chevardnadze (1992-2003)
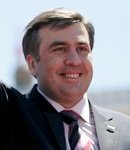
Mikheil Saakachvili (2004-2013)
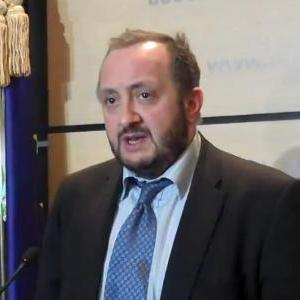
Guiorgui Margvelachvili (2013-2018)
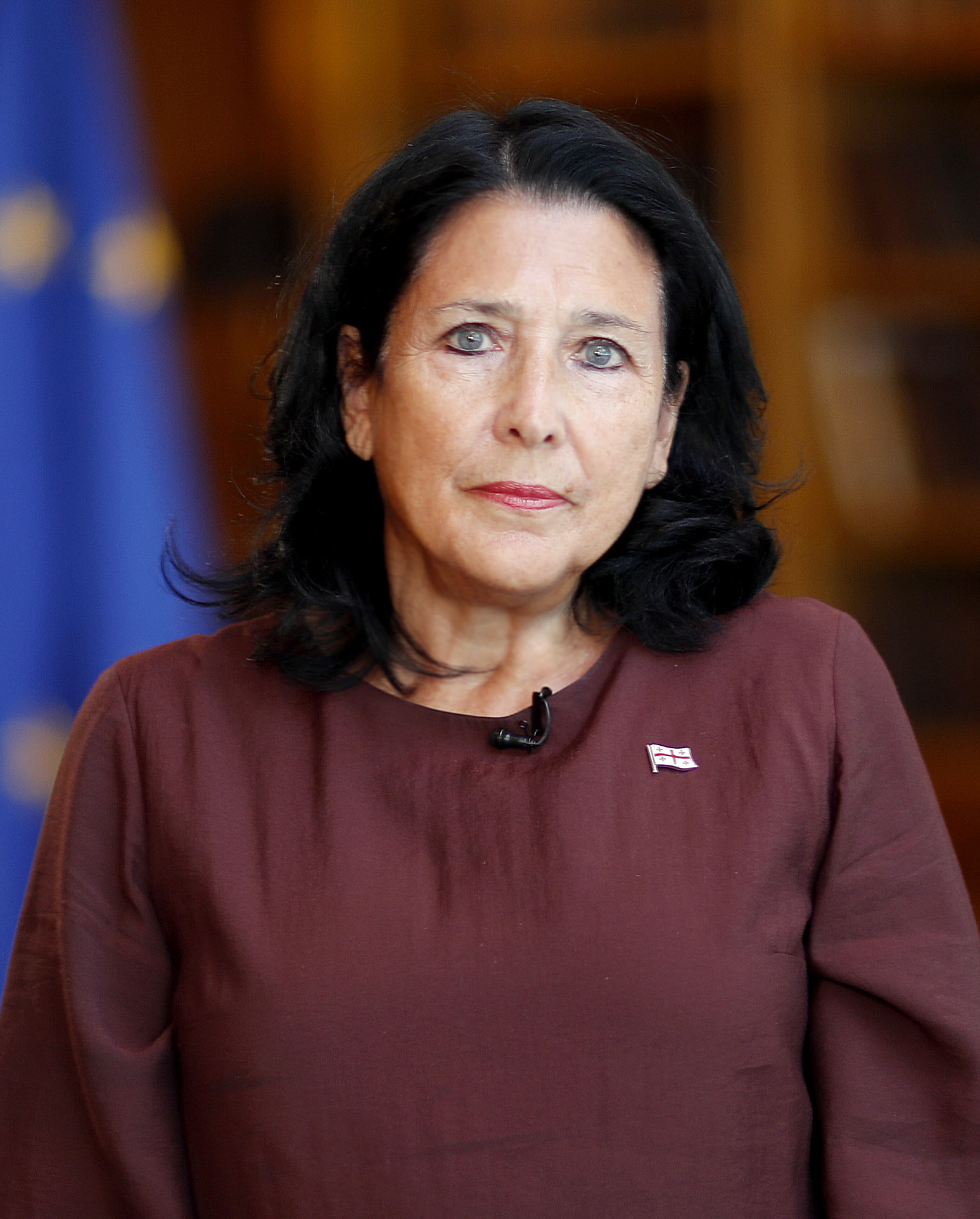
Salomé Zourabichvili (2018-2024)
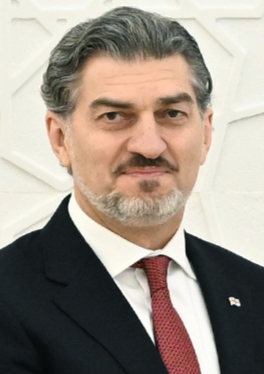
Mikheïl Kavelachvili (depuis 2024, contesté)[N 1]